# Le Joola
Pour les articles homonymes, voir Joola.
Le MV Le Joola, plus communément appelé Joola sans l'article défini, était le ferry qui assurait la navette entre la capitale sénégalaise et la région naturelle de Casamance. Il sombre le 26 septembre 2002 ce qui cause 1 863 morts et disparus selon le bilan officiel. Les associations de familles de victimes évaluent le nombre de morts à plus de 2 000, soit dans tous les cas davantage que lors du naufrage du Titanic (1 500 morts), ce qui en fait l'un des naufrages les plus meurtriers de l'histoire en temps de paix à ce jour. Il n'y a que 65 survivants. Le Joola était conçu pour transporter 536 passagers.

## Caractéristiques techniques
Le Joola est un ferry de 76,5 mètres de longueur, 12,5 mètres de largeur, de 2 087 tonneaux, équipé de deux moteurs de 1 600 CV, lancé en Allemagne de l'Ouest en 1990. Il effectuait, avec un équipage de 44 personnes, la liaison Dakar - Karabane - Ziguinchor : il reliait la Casamance, province isolée, au reste du Sénégal, évitant de transiter par la Gambie. Il réalisait deux liaisons par semaine à partir de la capitale, les mardis et vendredis aux alentours de 20 h, et deux autres à partir de Ziguinchor les jeudis et dimanches vers 13 h. Le voyage durait 13 heures.

## Le naufrage
Le 26 septembre 2002, peu avant 23 heures, le Joola, surchargé de plus de trois fois le nombre normal de passagers, se retourne en moins de 10 minutes au large de la Gambie, à environ 40 km de la côte. Seuls deux canots pneumatiques de sauvetage peuvent être ouverts, plusieurs heures après le naufrage. Certains passagers se réfugient sur la coque du navire retourné, mais l'immense majorité reste piégée à l'intérieur ou se noie. Les pêcheurs présents sur place interviennent le lendemain matin au lever du jour. Les secours officiels arrivent en fin d'après-midi.

## Les poursuites judiciaires
En 2003, la justice sénégalaise classe le dossier, concluant à la seule responsabilité du commandant de bord, disparu dans le naufrage,. Le gouvernement sénégalais indemnise les familles des victimes d'une somme de 19 000 euros. Des responsables officiels sont licenciés, sans être poursuivis. Le rapport officiel d'enquête est publié le 4 novembre 2002.
En août 2003, une information judiciaire est ouverte en France pour homicides involontaires par violation délibérée des règles de prudence ou de sécurité, blessures involontaires par violation délibérée des règles de prudence ou de sécurité, et non-assistance à personne en péril, à la suite d’une plainte de familles de victimes, parmi lesquelles figure le seul rescapé français Patrice Auvray. En octobre 2014 est rendue une ordonnance de non-lieu par les juges d'instruction du tribunal d'Évry, au motif de l'existence de dispositions internationales applicables à ce naufrage qui les empêchent d’engager des poursuites en France contre sept responsables sénégalais civils et militaires. L'ordonnance est confirmée par la cour d’appel en 2016, les juges constatant l’existence de charges suffisantes contre ces sept hommes, protégés toutefois par une « immunité de juridiction » qui leur permet d’échapper à la compétence des tribunaux français. Le 16 octobre 2018, la Cour de cassation valide cette analyse,.

## Analyses et récits
Selon Alain Verschatse, président de l’Association des familles des victimes du Joola en France, il y a eu « trois naufrages » : la surcharge en passagers, l'incurie au moment du sauvetage et le déni de justice,.
Dans son livre Les disparus du Joola (2020), Adrien Absolu revient sur la catastrophe en suivant notamment le parcours d'un jeune Français originaire du Morvan, et en analysant la chaîne de responsabilités au Sénégal : incompétence, corruption, existence d'une billetterie clandestine parallèle, retrait du permis de navigation, vétusté, dysfonctionnements divers sur le navire, lenteur des secours…

## Rétablissement de la ligne
Du fait de l'importance du trafic entre Dakar et Ziguinchor, le manque d'infrastructure constitue une entrave à la bonne marche de l'économie sénégalaise. Après plus de trois ans d'absence, la liaison maritime Dakar-Ziguinchor reprend le 11 novembre 2005 avec un nouveau bateau, le Wilis, géré par des Marocains, puis, depuis mars 2008, avec l’Aline Sitoé Diatta.

## Commémoration
Un monument aux morts commémore la tragédie à Ziguinchor dans un parc au bord du fleuve, et le 16 janvier 2024 le Premier ministre y inaugure un mémorial.

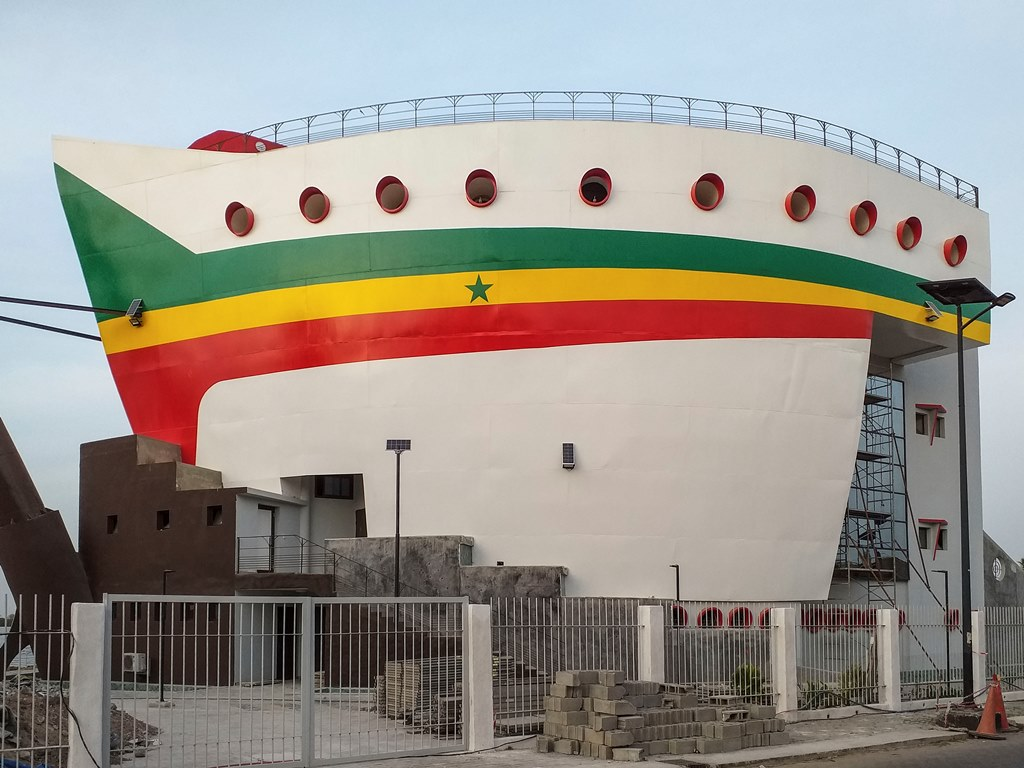
Mémorial « le Joola » à Ziguinchor.
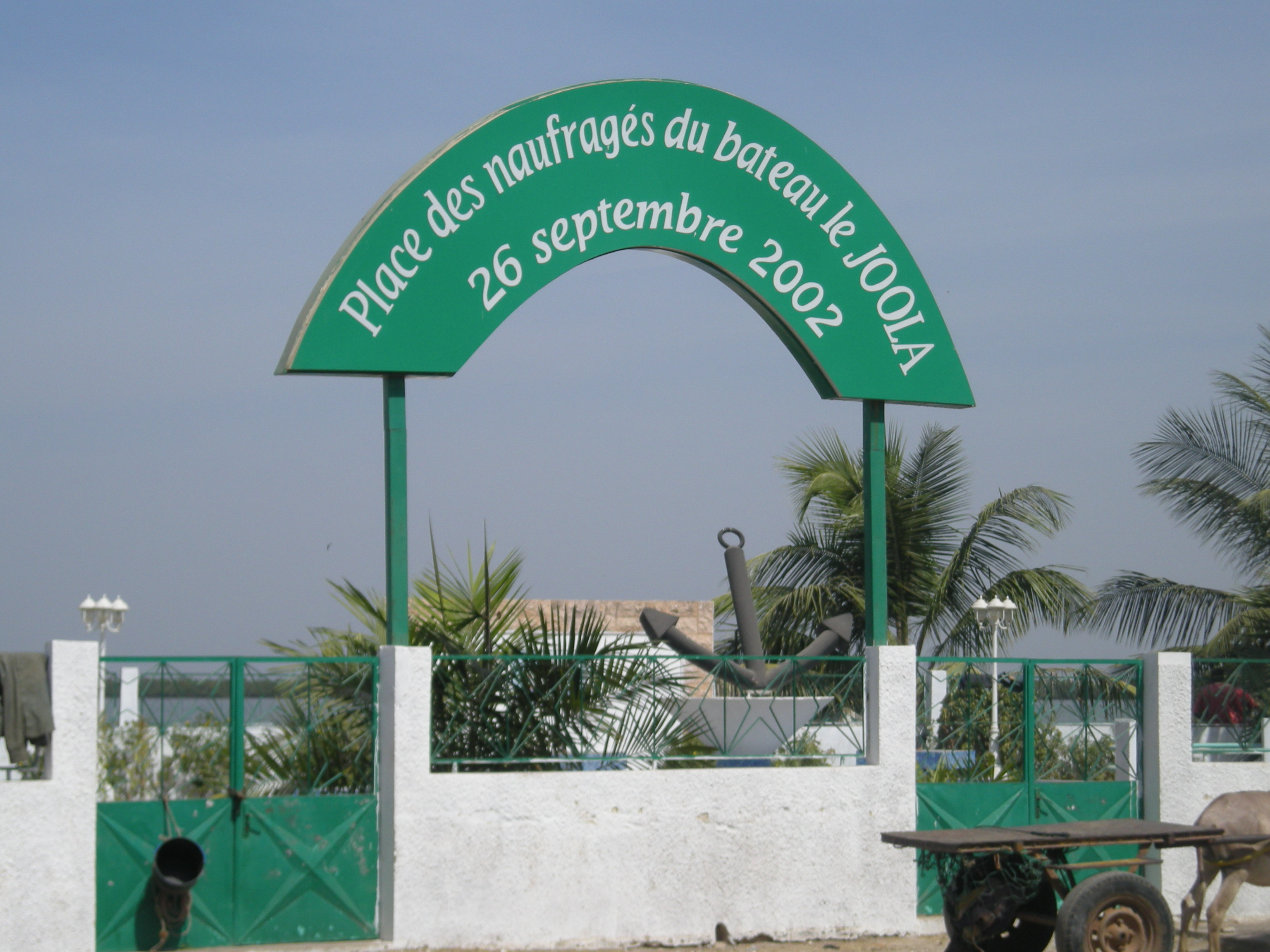
Place des naufragés du bateau le Joola, à Ziguinchor.
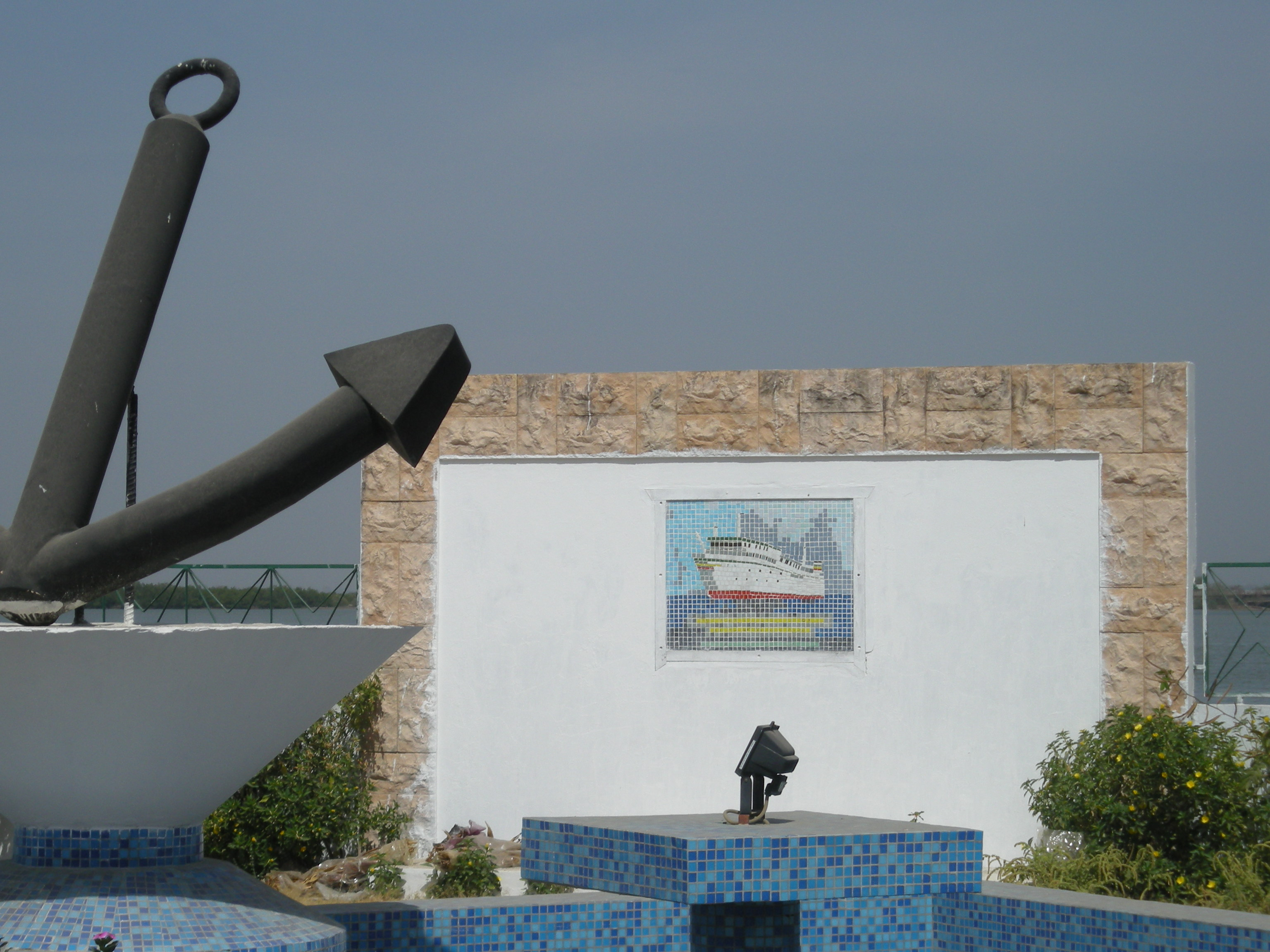
Monument dédié aux victimes à Ziguinchor.